# Заслуженный военный специалист Российской Федерации
«Заслуженный военный специалист Российской Федерации» — почётное звание, входящее в систему государственных наград Российской Федерации.

## Основания для присвоения
Почётное звание «Заслуженный военный специалист Российской Федерации» присваивается военнослужащим:
- за личные заслуги в укреплении обороноспособности страны, обучении и воспитании военных кадров;
- за отличие в эксплуатации, обслуживании вооружения и военной техники;
- за высокие личные показатели, достигнутые в боевой подготовке при отработке манёвров и отдельных учебно-боевых заданий.

Почётное звание «Заслуженный военный специалист Российской Федерации» присваивается, как правило, не ранее чем через 20 лет с начала военной службы и при наличии у представленного к награде лица ведомственных наград (поощрений) федерального органа государственной власти.

## Порядок присвоения
Почётные звания Российской Федерации присваиваются указами Президента Российской Федерации на основании представлений, внесённых ему по результатам рассмотрения ходатайства о награждении и предложения Комиссии при Президенте Российской Федерации по государственным наградам.

## История звания
Почётное звание «Заслуженный военный специалист Российской Федерации» установлено Указом Президента Российской Федерации от 30 декабря 1995 года № 1341 «Об установлении почётных званий Российской Федерации, утверждении положений о почётных званиях и описания нагрудного знака к почётным званиям Российской Федерации». Тем же указом утверждено первоначальное Положение о почётном звании, в котором говорилось:
Почётное звание «Заслуженный военный специалист Российской Федерации» присваивается военнослужащим за заслуги в укреплении обороноспособности страны, высокие результаты, достигнутые в боевой подготовке, освоении, эксплуатации, обслуживании вооружения и военной техники, и состоящим на военной службе 15 и более лет в календарном исчислении.
В настоящем виде Положение о почётном звании утверждено Указом Президента Российской Федерации от 7 сентября 2010 года № 1099 «О мерах по совершенствованию государственной наградной системы Российской Федерации».

## Нагрудный знак
Нагрудный знак имеет единую для почётных званий Российской Федерации форму и изготавливается из серебра высотой 40 мм и шириной 30 мм. Он имеет форму овального венка, образуемого лавровой и дубовой ветвями. Перекрещенные внизу концы ветвей перевязаны бантом. На верхней части венка располагается Государственный герб Российской Федерации. На лицевой стороне, в центральной части, на венок наложен картуш с надписью — наименованием почётного звания.
На оборотной стороне имеется булавка для прикрепления нагрудного знака к одежде. Нагрудный знак носится на правой стороне груди.

## Награждённые

Памятник с барельефом на могиле заслуженного военного специалиста Российской Федерации,
генерал-майора
О. А. Терентьева.
ФГУ «ФВМК», Мытищи, 2020 год

См. также Категория:Заслуженные военные специалисты Российской Федерации